# Nadrlje
Nadrlje (en serbe cyrillique : Надрље) est un village de Serbie situé dans la municipalité de Rekovac, district de Pomoravlje. Au recensement de 2011, il comptait 155 habitants.

## Géographie
Nadrlje est situé sur les bords de la Županjevačka reka, un des bras qui forment le Lugomir, un affluent de la Velika Morava.

## Démographie

### Évolution historique de la population
| 1948 | 1953 | 1961 | 1971 | 1981 | 1991 | 2002 | 2011 |
| ---- | ---- | ---- | ---- | ---- | ---- | ---- | ---- |
| 633  | 649  | 647  | 574  | 442  | 339  | 229  | 155  |

|  |